# 小谷大輔
小谷 大輔（こたに だいすけ、1979年4月22日 - ）は、オフィスキイワード所属のタレント、ラジオパーソナリティ、ナレーター。

## 人物・来歴
京都府出身。血液型はB型。身長は178cm。愛称は「大ちゃん」「こたにん」「小谷大佐」「グアマン」など。
モノマネを特技としており『OH! HAPPY MORNING』内のコーナー「コレが気になる探検隊」では藤岡弘、のモノマネで商品を紹介している。このコーナーの最後ではダジャレで曲紹介をしており、毎週リスナーから注目を集めている。『OH! HAPPY MORNING』内で披露したモノマネは他に『機動戦士ガンダム』の『マ・クベ』、『天空の城ラピュタ』のムスカ、平泉成、『ちびまる子ちゃん』の永沢君、同番組水・木曜パーソナリティー蒲田健、『新世紀エヴァンゲリオン』の碇シンジ、福山雅治、遡上する鮭、『北斗の拳』の聖帝サウザー、『究極超人あ〜る』のR・田中一郎、『仮面ライダードライブ』のベルトさん等がある。
私生活では2013年に湯浅円と結婚。2013年4月19日放送の自身の番組内では月・火曜パーソナリティ井門宗之が登場し誕生日を祝う他、電話ゲストとして実の姉が出演するサプライズがあった。さらに番組内で自身の結婚報告を行った後の、様々な分野のゲストから話を聞くコーナーでは湯浅本人がパワースポットに詳しいという女性「リキッド門真」(逆から読むと「まどかドッキリ」)に扮して電話出演するというドッキリもあった。その後もJFNでの担当番組では何度か、湯浅を絡めたドッキリを仕掛けられている（番組生放送中に湯浅がスタジオ乱入する、番組ジングルを小谷に内緒で湯浅が担当する、リスナーとの電話企画で湯浅と繋がれる等）。

## 出演番組

### 現在
- ミュージックバード「シビルトーン♪～素敵な週末～」（2025年4月5日 - ）

### 過去
- JFNC「Zero Tunes〜2000(ゼロ)年代のポップ・ミュージック〜」
- テレビ埼玉「彩の国ニュースほっと」
- JFNC「YAJIKITA on the road」
- エフエムひらかた「ひらかたMaterial(火曜日)」
- エフエムひらかた「POP TRAIL」
- エフエムひらかた「Morning Fravor」
- FMなばり「YOU GOTTA MUSIC(金曜日)」
- アドバンスコープ 「アドバンステーション」
- 多摩テレビ「キレイと元気！」
- FMなばり「WEEKEND GROOVE」
- イッツコムチャンネル「サタデーイッツコム」（土9:50 - 11:00）ナビゲーター
- FM Salus　情報アナウンス担当（交通情報・天気予報・東急線運行情報／シフト担当）
- JFNC「OH! HAPPY MORNING」（7:30 - 10:55／金曜日担当／2012年10月 - 2023年9月）
- FM Salus「小谷大輔のSYNCHRO NIGHT!!」